# Негабаритні відходи
Негабаритні відходи, або негабаритне сміття, — технічний термін із управління відходами для опису типів відходів, які є завеликими для приймання під час звичайного збирання відходів. Вони, як правило, регулярно збираються в багатьох країнах із вулиць або тротуарів району. У багатьох місцях ця послуга надається безкоштовно, але часто слід сплачувати збір.
Елементи негабаритних відходів включають викинуті меблі (дивани, крісла, столи), великі пристрої (холодильники, печі, телевізори) та сантехніку (ванни, туалети, раковини). Значну кількість (30—60 %, залежно від району) негабаритних відходів забирають сміттярі перед збиранням[джерело не вказане 1655 днів]. Гілки, кущі, стовбури й інші зелені відходи також категоризуються як негабаритні, хоча вони можуть збиратися окремо для подрібнення та / або компостування.
Грейфери, також відомі як англ. knuckleboom loaders, часто використовуються для збирання негабаритних відходів. У Великій Британії дедалі більше відмовляються від сміттєвозів (англ. refuse collection vehicles, RCV) і дробарок (англ. crushers), що більше негабаритних відходів направляються на повторне використання та переробку[джерело не вказане 1655 днів].